# Streichquartett Nr. 8 (Schostakowitsch)
Das Streichquartett c-Moll op. 110 ist Dmitri Dmitrijewitsch Schostakowitschs 8. Streichquartett. Aus Briefen Schostakowitschs geht hervor, dass es sich um sein autobiographischstes Werk handelt. Es gehört heute zu den meistgespielten Streichquartetten überhaupt. Es wurde am 12. Oktober 1960 in Leningrad, dem heutigen Sankt Petersburg, uraufgeführt.
Das Werk entstand im selben Jahr in Gohrisch in der DDR. Die Reise stand im Schatten einer schwerwiegenden Rückenmarkerkrankung sowie eines kurz zuvor erfolgten, widerwilligen Eintritts Schostakowitschs in die KPdSU, den man von ihm verlangt hatte, da man in Moskau plante, ihn zum Vorsitzenden des Komponistenverbandes der UdSSR zu machen. Schostakowitsch quälte dieser Schritt, so dass er statt einer eigentlich geplanten Arbeit an einer Filmmusik für ein von Mosfilm und DEFA finanziertes Projekt über die Bombardierung Dresdens im Zweiten Weltkrieg ein düster-komplexes Werk schuf, mit dem er persönliche Erinnerungen an Verfolgung, Gängelung und Krieg musikalisch reflektierte und dabei auf verschiedene Motive eigener, früherer Kompositionen, aber auch Motive von Werken anderer Komponisten, etwa aus Pjotr Tschaikowskis ebenfalls stark autobiographischen 6. Sinfonie, zurückgriff. Er wählte dabei vor allem solche Kompositionen aus, die auf verschiedene Weise sein Spannungsverhältnis zum Sowjetregime zum Ausdruck brachten, seine erste und achte Sinfonie, das Cellokonzert Nr. 1 und die Oper Lady Macbeth von Mzensk sowie sein Klaviertrio Nr. 2, das auf jüdischen Melodien basiert. Das Streichquartett beginnt zudem mit einer Version seiner musikalischen Signatur DSCH.
Das somit implizit regimekritische Werk wurde, vermutlich auf Druck Moskaus, mit dem Zusatz „Im Gedenken an die Opfer des Faschismus und des Krieges“ veröffentlicht, der im Originalmanuskript Schostakowitschs nicht auftauchte. Zwar trifft es zu, dass Schostakowitsch sich von der Bombardierung Dresdens erschüttert zeigte und der Bevölkerung bei seinem Besuch seine Solidarität aussprach; dass seine Komposition vornehmlich unter jenem Eindruck entstand, erwies sich nach Bekanntwerden von Schostakowitschs Briefen an seinen engen Vertrauten Isaak Glikman, die erst im neuen Jahrtausend veröffentlicht wurden, jedoch als unzutreffend. Schostakowitsch schrieb darin:
„... ich [habe] ein niemandem nützendes und ideologisch verwerfliches Quartett geschrieben. Ich dachte darüber nach, dass, sollte ich irgendwann einmal sterben, kaum jemand ein Werk schreiben wird, das meinem Andenken gewidmet ist. Deshalb habe ich beschlossen, selbst etwas Derartiges zu schreiben. Man könnte auf seinen Einband auch schreiben: ‚Gewidmet dem Andenken des Komponisten dieses Quartetts’. …“
In der Endfassung lauteten die nahtlos ineinander übergehenden Sätze Largo – Allegro molto – Allegretto – Largo – Largo.